# Adercodon pleijeli
Adercodon pleijeli är en ringmaskart som beskrevs av Mackie 1994. Adercodon pleijeli ingår i släktet Adercodon och familjen Ampharetidae. Inga underarter finns listade i Catalogue of Life.